# La Poza, Jerécuaro
La Poza är en ort i Mexiko.   Den ligger i kommunen Jerécuaro och delstaten Guanajuato, i den centrala delen av landet, 170 km nordväst om huvudstaden Mexico City. La Poza ligger 2 198 meter över havet och antalet invånare är 142.
Terrängen runt La Poza är kuperad åt sydväst, men åt nordost är den platt. Terrängen runt La Poza sluttar österut. Runt La Poza är det ganska tätbefolkat, med 78 invånare per kvadratkilometer. Närmaste större samhälle är Jerécuaro, 9,6 km sydost om La Poza. I omgivningarna runt La Poza växer huvudsakligen savannskog.